# Occidente (San Francisco)
Occidente (San Francisco) es un ejido del municipio de Paraíso ubicado en la subregión de la Chontalpa del estado mexicano de Tabasco.

## Geografía
La localidad se ubica a 8.3 kilómetros (en dirección noroeste) de la localidad de Paraíso, la cabecera y lugar más poblado del municipio. Se sitúa en las coordenadas geográficas 18°19′53″N 93°15′08″O / 18.331389, -93.252222, a una elevación de 1 metro sobre el nivel del mar.

## Demografía
Según el Conteo de Población y Vivienda 2020, efectuado por el Instituto Nacional de Estadística y Geografía, la localidad de Occidente (San Francisco) tiene 1,460 habitantes, de los cuales 717 son del sexo masculino y 743 del sexo femenino. Su tasa de fecundidad es de 2.31 hijos por mujer y tiene 398 viviendas particulares habitadas.
| Gráfica de evolución demográfica de Occidente (San Francisco) entre 1980 y 2020 |
|                                                                                 |
| INEGI.                                                                          |